# Cuauhtzoyuca
Cuauhtzoyuca är en ort i Mexiko.   Den ligger i kommunen Astacinga och delstaten Veracruz, i den sydöstra delen av landet, 230 km öster om huvudstaden Mexico City. Cuauhtzoyuca ligger 2 255 meter över havet och antalet invånare är 109.
Terrängen runt Cuauhtzoyuca är lite bergig, och sluttar österut. Runt Cuauhtzoyuca är det ganska tätbefolkat, med 93 invånare per kvadratkilometer. Närmaste större samhälle är Zongolica, 17,2 km nordost om Cuauhtzoyuca. Omgivningarna runt Cuauhtzoyuca är en mosaik av jordbruksmark och naturlig växtlighet.